# تخم‌مرغ رنگی

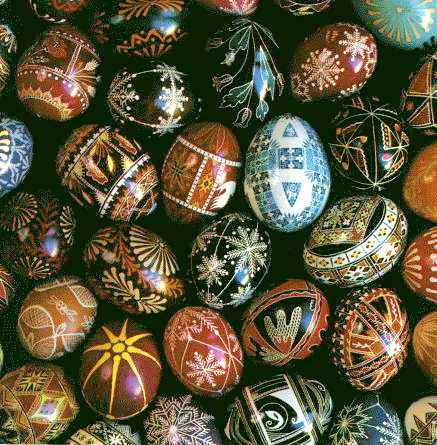
تخم مرغ‌های رنگ شده و تزیین شده در اوکراین

تخم‌مرغ رنگی معمولاً یک تخم مرغ طبیعی (و گاه مصنوعی) است که آن را با روش‌های گوناگون تزئین می‌کنند و در جشن‌هایی مانند نوروز و عید پاک استفاده می‌شود. اغلب هنگام نوروز و در سفره هفت سین برای زیبایی به کار می‌رود. برای رنگ آمیزی آن از مواد طبیعی مانند: لبو، پوست انار، زرد چوبه و … یا رنگ‌های شیمیایی استفاده می‌کنند.
تخم غاز، اردک و مرغ معمولاً خالی می‌شوند - در هر انتهای آن سوراخی ایجاد می‌شود و محتویات آن بیرون ریخته می‌شود. سپس تخم مرغ نقاشی شده، رنگ آمیزی شده و خشک می‌شود یا تزئین می‌شود (با استفاده از تکنیک‌های مختلف). تزیین تخم مرغ به ویژه در کشورهای اروپای شرقی رواج دارد.

## تاریخچه

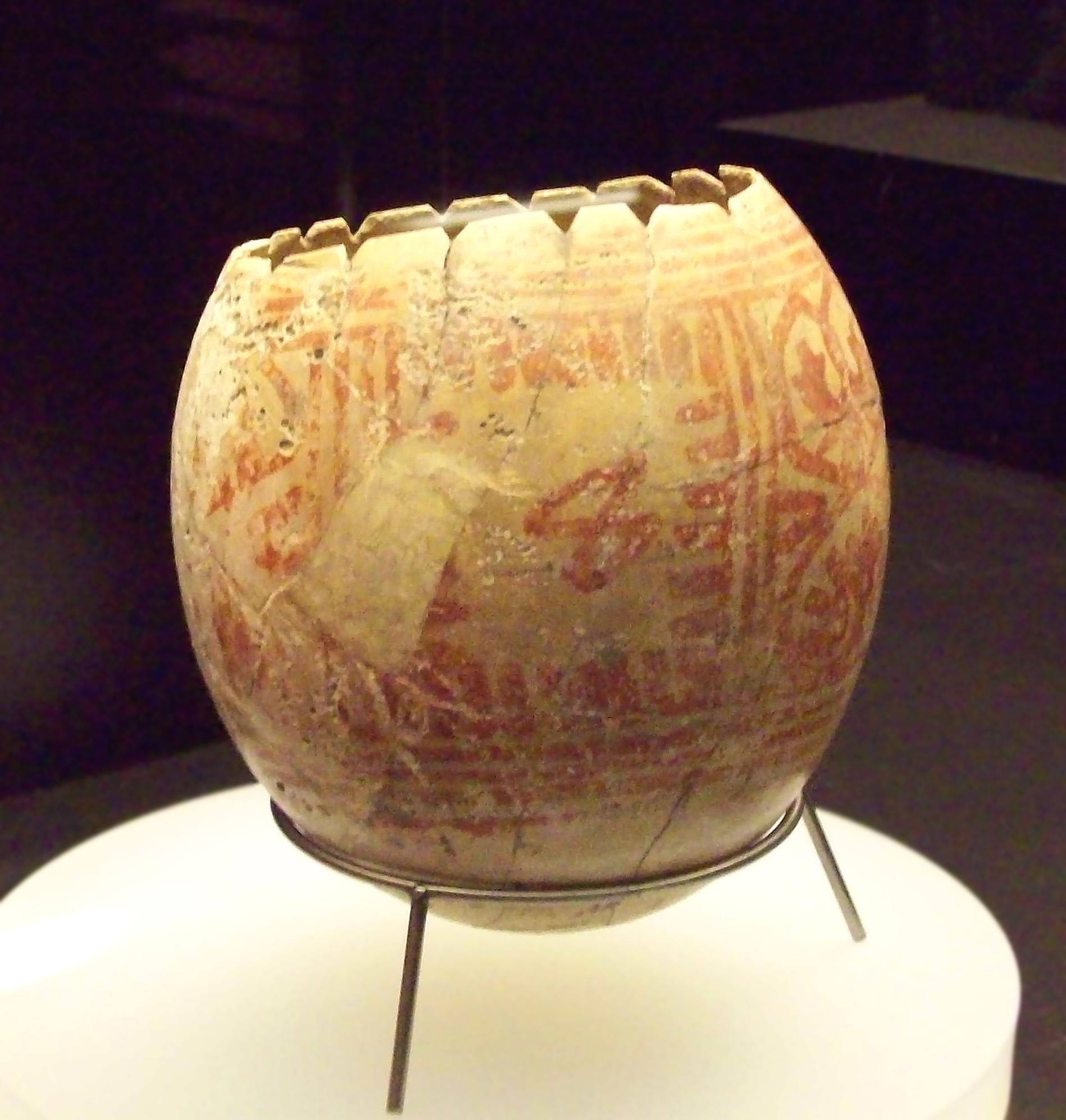
یک تخم مرغ تزیینی متعلق به عصر آهن

برخی تخم‌ها مانند تخم‌های شتر مرغ استرالیایی یا شتر مرغ به اندازه‌ای بزرگ و قوی هستند که ممکن است پوسته‌ها بدون شکستن حک شود. در تزئینات روی تخم‌های شتر مرغ استرالیایی از تضاد رنگ‌های بین سبز تیره در پوسته و زیر پوسته وجود دارد استفاده می‌کنند. قدیمی‌ترین پوسته‌های تخم مرغ، تزئین شده با الگوی حکاکی شده، قدمت ۶۰ هزار ساله دارند و در پناهگاه راک دیپکلوف در آفریقای جنوبی یافت شده‌است.

### در ایران

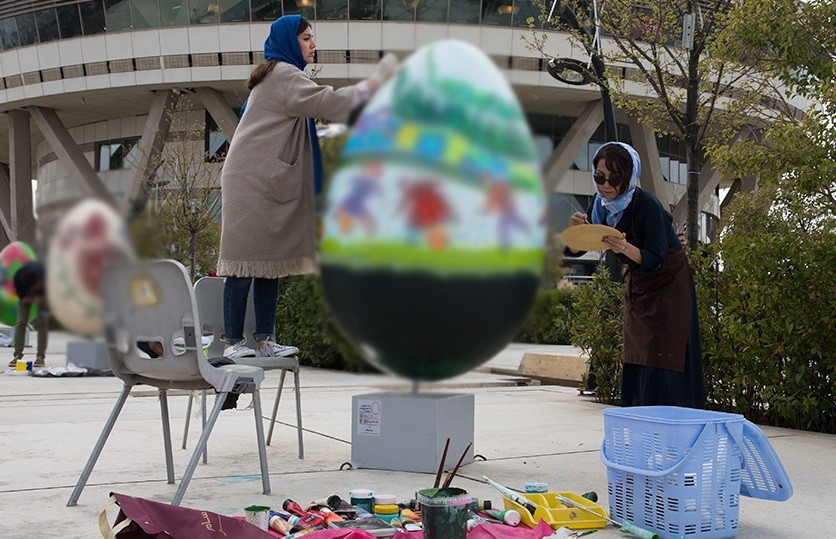
جشنواره تخم مرغ رنگی در تهران (نوروز ۱۳۹۶)

فرهنگ ایرانی نیز دارای تزئین تخم مرغ است که در اول بهار انجام می‌شود. این زمان سال نو ایرانیان را مشخص می‌کند و از آن به عنوان نوروز یاد می‌شود. اعضای خانواده تخم‌مرغ‌ها (معمولاً تخم مرغ پخته شده) را با هم تزئین می‌کنند و آنها را در یک کاسه قرار می‌دهند. گفته می‌شود که این کار از یک سنت فرهنگی است که منشأ مسیحی دارد.

### در مصر
در مصر سنتی است که تزئین تخم مرغ آب‌پز در طول شم‌النسیم، یک تعطیل ملی بهاری که توسط مصری‌ها بدون توجه به مذهب هر سال پس از عید پاک مسیحیان جشن گرفته می‌شود، انجام می‌دهند.

### در استرالیا
در استرالیا تخم‌های شترمرغ استرالیایی حکاکی می‌شوند و هنری که توسط آنها ایجاد شده به عنوان حکاکی Kalti Paarti شناخته می‌شود. [۴]